# Río Hato
Río Hato è un comune (corregimiento) della Repubblica di Panama situato nel distretto di Antón, provincia di Coclé. Si estende su una superficie di 140 km² e conta una popolazione di 15.701 abitanti (censimento 2010). Rio Hato ha un piccolo aeroporto che collega soprattutto voli dal Canada. Inoltre Rio Hato è nota non solo per le spiagge bianche come per esempio Playa Blanca, ma anche per hotel e complessi abitativi di lusso, come Buenaventura e il famoso grattacielo PH Lighthouse.